# Ramichloridium anceps
Ramichloridium anceps är en svampart som först beskrevs av Sacc. & Ellis, och fick sitt nu gällande namn av de Hoog 1977. Ramichloridium anceps ingår i släktet Ramichloridium och familjen Mycosphaerellaceae.   Inga underarter finns listade i Catalogue of Life.